# Międzynarodowa Unia Clearingowa
Międzynarodowa Unia Clearingowa (International Clearing Union – ICU), brytyjski projekt utworzenia międzynarodowej instytucji finansowej, wysunięty w 1944 roku przez J. M. Keynesa podczas konferencji w Bretton Woods. 
Podstawowym zadaniem ICU miało być regulowanie podaży międzynarodowej płynności. Przewidywana kreacja pieniądza międzynarodowego (bankor) wynosiła 36 mld dolarów amerykańskich. USA miały umożliwić odbudowę gospodarczą Europy oraz powrót do warunków stabilizacji walutowej i swobody wymiany w handlu światowym w sytuacji, gdy na skutek kryzysu lat 30. XX wieku odstąpiono od doktryny liberalizmu gospodarczego na rzecz interwencjonizmu państwowego, a utrzymywanie równowagi bilansu płatniczego przestało być nadrzędnym celem polityki gospodarczej. 
Działalność kredytowa ICU, mającej przydzielać bankory na stosunkowo liberalnych zasadach, miała chronić państwa członkowskie przed koniecznością stosowania ograniczeń w obrotach z zagranicą w przypadku, gdyby warunek zachowania równowagi zewnętrznej był sprzeczny z polityką pełnego zatrudnienia. Wskutek negatywnego stanowiska USA projekt J. M. Keynesa nie wszedł w życie, a koncepcja kreacji pieniądza międzynarodowego wykorzystana została w systemie specjalnych praw ciągnienia (SDR).